# Mitzi Gaynor
Mitzi Gaynor, född Francesca Marlene de Czanyi von Gerber den 4 september 1931 i Chicago, Illinois, död 17 oktober 2024 i Los Angeles, Kalifornien, var en amerikansk skådespelare, sångerska och dansare.
Gaynors far var Henry de Czanyi von Gerber, violinist, cellist och dirigent med rötter i den ungerska aristokratin, och modern Pauline var dansös. Gaynor började tidigt ta balettlektioner och vid 13 års ålder deltog hon med sång och dans i Los Angeles Singing Light Opera. Hennes filmkarriär startade när hon som 17-åring skrev kontrakt med 20th Century Fox och sedermera med Paramount och kom att medverka i flera filmer och produktioner under 1950- och det tidiga 1960-talet.
Filmdebuten skedde med filmen My Blue Heaven (1950). Till några av hennes mest kända filminspelningar hör We're not married (1952), There's no business like show business (1954) och The birds and the bees (1956). Hennes största framgång fick hon i filmen South Pacific (1958), baserad på musikalen South Pacific, för vilken hon blev nominerad Bästa skådespelerska i Golden Globe Awards, Motion Picture Commedy 1959.

## Filmografi (urval)
- 1950 – My Blue Heaven
- 1951 – Take Care of My Little Girl
- 1951 – Golden Girl
- 1952 – We're Not Married! (sv.: Vi är inte gifta!)
- 1952 – Bloodhounds of Broadway
- 1953 – The I Don't Care Girl
- 1953 – Down Among the Sheltering Palms
- 1953 – Three Young Texans
- 1954 – There's No Business Like Show Business (sv.: Sex i elden)
- 1956 – Anything Goes (sv.: Dans ombord)
- 1956 – The Birds and the Bees
- 1957 – The Joker Is Wild
- 1957 – Les Girls
- 1958 – South Pacific
- 1959 – Happy Anniversary
- 1960 – Surprise Package
- 1963 – For Love or Money